# Srŏk Banăn
Srŏk Banăn är ett distrikt i Kambodja.   Det ligger i provinsen Battambang, i den västra delen av landet, 260 km nordväst om huvudstaden Phnom Penh. Antalet invånare är 85 277.